# Astragalus sericopetalus
Astragalus sericopetalus là một loài thực vật có hoa trong họ Đậu. Loài này được Trautv. miêu tả khoa học đầu tiên.